# Karnitin palmitoiltransferaza I
Karnitinska palmitoiltransferaza I (CPT1, Karnitinska palmitoiltransferaza I, CAT1) mitohondrijski je enzim. Ona pripada familiji enzima koji se nazivaju karnitinske aciltransferaze. Sledeće CPT1 izoforme su poznate: CPT1A, CPT1B, i CPT1C. CPT1 je vezana za spoljašnju mitohondrijsku membranu i posreduje transport dugolančanih masnih kiselina kroz membranu putem njihovog vezivanja za karnitin. Ova enzim se može inhibirati dejstvom malonil KoA. Njegova uloga u metabolizmu masnih kiselina ga čini značajnim za mnoge metaboličke poremećaje, npr. dijabetes. Njegova kristalna struktura nije poznata, te detaljan mehanizam njegovog dejstva nije utvrđen.

## Literatura
- Nicholas C. Price; Lewis Stevens (1999). Fundamentals of Enzymology: The Cell and Molecular Biology of Catalytic Proteins (Third изд.). USA: Oxford University Press. ISBN 019850229X.
- Eric J. Toone (2006). Advances in Enzymology and Related Areas of Molecular Biology, Protein Evolution (Volume 75 изд.). Wiley-Interscience. ISBN 0471205036.
- Branden C; Tooze J. Introduction to Protein Structure. New York, NY: Garland Publishing. ISBN 0-8153-2305-0.
- Irwin H. Segel. Enzyme Kinetics: Behavior and Analysis of Rapid Equilibrium and Steady-State Enzyme Systems (Book 44 изд.). Wiley Classics Library. ISBN 0471303097.